# Cézium-hidroxid
A cézium-hidroxid szervetlen vegyület, képlete CsOH. A többi alkálifém-hidroxidhoz hasonlóan erős bázis (pKb=−1,76). Annyira erős bázis, hogy gyorsan korrodálja az üveget.
Nagyon reakcióképes és higroszkópos. Laboratóriumi célra jellemzően hidrátját használják.
A szilíciumot anizotrópan marja, ezzel az eljárással piramisokat és egyéb szabályos geometriai alakzatokat lehet készíteni, ami például mikro-elektromechanikai rendszerekben használható. Az általában használt kálium-hidroxidnál nagyobb szelektivitással marja az erősen dópolt p típusú szilíciumot.
Kísérletekben általában nem használják, mivel hasonló tulajdonságokkal rendelkezik – bár reakcióképesebb –, mint a kálium- és rubídium-hidroxid, ám a cézium kinyerése nagyon költséges.
Víz és cézium reakciójával lehet előállítani:
2 Cs + 2 H2O → 2 CsOH + H2
A fenti reakció robbanásszerű, a Pyrex anyagú főzőpoharat szétveti. A cézium a jéggel is reagál −116 °C hőmérséklet felett.

## Fordítás
Ez a szócikk részben vagy egészben  a   Caesium hydroxide című angol Wikipédia-szócikk ezen változatának fordításán alapul.  Az eredeti cikk szerkesztőit annak laptörténete sorolja fel. Ez a jelzés csupán a megfogalmazás eredetét és a szerzői jogokat jelzi, nem szolgál a cikkben szereplő információk forrásmegjelöléseként.

## További olvasnivalók
- NIOSH Pocket Guide to Chemical Hazards
- NIST Standard Reference Database